# Langebergia canescens
Langebergia es un género monotípico de plantas con flores perteneciente a la familia de las asteráceas. Su única especie: Langebergia canescens, es originaria de Sudáfrica.

## Descripción
Es una planta herbácea con las hojas obovadas, oblongas,  a ambos lados albo-tomentosas, inclinadas con un mucrón marrón, ligeramente lanudo, de color marrón, oval, interior con linear-oblongas, con puntas blancas; vilano con cerdas engrosadas hacia la cumbre. Sufrútice decumbente, delgada, mucho menos robusta y lanosa que Petalacte coronata. Hojas  flexibles. Capitulescencias de una forma sencilla, con pocas cabezas en corimbos, subsésiles.

## Taxonomía
Langebergia canescens fue descrita por (DC.) Anderb.   y publicado en Opera Botanica 104: 93. 1991.
Sinonimia
- Anaxeton canescens (DC.) Benth. & Hook. ex B.D.Jacks.
- Petalacte canescens DC. basónimo[4]